# Prosthechea villae-rosae
Prosthechea villae-rosae är en orkidéart som beskrevs av Pedro Ortiz Valdivieso. Prosthechea villae-rosae ingår i släktet Prosthechea och familjen orkidéer.
Artens utbredningsområde är Colombia. Inga underarter finns listade i Catalogue of Life.